# Internazionali di Tennis del Friuli Venezia Giulia 2025 - Doppio maschile
Il doppio maschiledel torneo di tennis professionistico Internazionali di Tennis del Friuli Venezia Giulia 2025, facente parte della categoria Challenger 75 nell'ambito dell'ATP Challenger Tour 2025, si è giocato dal 4 al 10 agosto a Cordenons, in Italia. Tra le coppie partecipanti erano assenti Marco Bortolotti e Matthew Romios, i detentori del titolo.
In finale Andrew Paulson e Michael Vrbenský hanno sconfitto Boris Arias e Murkel Dellien con il punteggio di 6–4, 6–2.

## Teste di serie
1. Siddhant Banthia /  Alexander Donski (primo turno)
2. Ivan Liutarevich /  Giorgio Ricca (quarti di finale)

1. Mariano Kestelboim /  Federico Zeballos (quarti di finale)
2. Denys Molčanov /  Tiago Pereira (primo turno)

## Wildcard
1. Carlo Alberto Caniato /  Niccolò Catini (primo turno)

1. Andrea Guerrieri /  Eric Vanshelboim (primo turno)

## Tabellone

### Legenda
| - Q = Qualificato - WC = Wild card - LL = Lucky loser | - ALT = Alternate - SE = Special Exempt - PR = Protected Ranking | - w/o = Walkover - r = Ritirato - d = Squalificato |

|  | Primo turno | Primo turno                     | Primo turno                 | Primo turno           | Primo turno           |  |  | Quarti di finale | Quarti di finale                | Quarti di finale                | Quarti di finale     | Quarti di finale     |   |      | Semifinali | Semifinali                      | Semifinali                      | Semifinali                      | Semifinali                      |   |   | Finale | Finale | Finale | Finale | Finale |  |
|  |             |                                 |                             |                       |                       |  |  |                  |                                 |                                 |                      |                      |   |      |            |                                 |                                 |                                 |                                 |   |   |        |        |        |        |        |  |
|  | 1           | S Banthia A Donski              | 4                           | 6                     | [9]                   |  |  |                  |                                 |                                 |                      |                      |   |      |            |                                 |                                 |                                 |                                 |   |   |        |        |        |        |        |  |
|  |             | Z Kolář N Serdarušić            | 6                           | 3                     | [11]                  |  |  |                  | Z Kolář N Serdarušić            | Z Kolář N Serdarušić            | 6                    | 6                    |   |      |            |                                 |                                 |                                 |                                 |   |   |        |        |        |        |        |  |
|  |             | A Jecan B Pavel                 | A Jecan B Pavel             | 6                     | 6                     |  |  |                  | A Jecan B Pavel                 | A Jecan B Pavel                 | 4                    | 3                    |   |      |            |                                 |                                 |                                 |                                 |   |   |        |        |        |        |        |  |
|  | WC          | A Guerrieri E Vanshelboim       | A Guerrieri E Vanshelboim   | 4                     | 3                     |  |  |                  |                                 |                                 |                      |                      |   |      |            | Z Kolář N Serdarušić            | 6                               | 2                               | [9]                             |   |   |        |        |        |        |        |  |
|  | 3           | M Kestelboim F Zeballos         | M Kestelboim F Zeballos     | 6                     | 79                    |  |  |                  |                                 |                                 | B Arias M Dellien    | 4                    | 6 | [11] |            |                                 |                                 |                                 |                                 |   |   |        |        |        |        |        |  |
|  |             | L Britto R Stepanov             | L Britto R Stepanov         | 4                     | 67                    |  |  | 3                | M Kestelboim F Zeballos         | 6                               | 4                    | [9]                  |   |      |            |                                 |                                 |                                 |                                 |   |   |        |        |        |        |        |  |
|  |             | B Arias M Dellien               | B Arias M Dellien           | 6                     | 6                     |  |  |                  | B Arias M Dellien               | 3                               | 6                    | [11]                 |   |      |            |                                 |                                 |                                 |                                 |   |   |        |        |        |        |        |  |
|  |             | N Sánchez Izquierdo J Sels      | N Sánchez Izquierdo J Sels  | 1                     | 3                     |  |  |                  |                                 |                                 |                      |                      |   |      |            | Boris Arias Murkel Dellien      | Boris Arias Murkel Dellien      | 4                               | 2                               |   |   |        |        |        |        |        |  |
|  |             | Bye                             | Bye                         | Bye                   | Bye                   |  |  |                  |                                 |                                 |                      |                      |   |      |            |                                 |                                 | Andrew Paulson Michael Vrbenský | Andrew Paulson Michael Vrbenský | 6 | 6 |        |        |        |        |        |  |
|  |             | J Clarke M Whitehouse           | J Clarke M Whitehouse       | J Clarke M Whitehouse | J Clarke M Whitehouse |  |  |                  | J Clarke M Whitehouse           | J Clarke M Whitehouse           | 4                    | 2                    |   |      |            |                                 |                                 |                                 |                                 |   |   |        |        |        |        |        |  |
|  |             | M Mansilla Díez B Pujol Navarro | 6                           | 64                    | [10]                  |  |  |                  | M Mansilla Díez B Pujol Navarro | M Mansilla Díez B Pujol Navarro | 6                    | 6                    |   |      |            |                                 |                                 |                                 |                                 |   |   |        |        |        |        |        |  |
|  | 4           | D Molčanov T Pereira            | 3                           | 7                     | [7]                   |  |  |                  |                                 |                                 |                      |                      |   |      |            | M Mansilla Díez B Pujol Navarro | M Mansilla Díez B Pujol Navarro | 3                               | 4                               |   |   |        |        |        |        |        |  |
|  |             | A Paulson M Vrbenský            | A Paulson M Vrbenský        | 7                     | 6                     |  |  |                  |                                 |                                 | A Paulson M Vrbenský | A Paulson M Vrbenský | 6 | 6    |            |                                 |                                 |                                 |                                 |   |   |        |        |        |        |        |  |
|  |             | I Carou S Rodríguez Taverna     | I Carou S Rodríguez Taverna | 64                    | 4                     |  |  |                  | A Paulson M Vrbenský            | A Paulson M Vrbenský            | 7                    | 6                    |   |      |            |                                 |                                 |                                 |                                 |   |   |        |        |        |        |        |  |
|  | WC          | CA Caniato N Catini             | CA Caniato N Catini         | 3                     | 4                     |  |  | 2                | I Liutarevich G Ricca           | I Liutarevich G Ricca           | 62                   | 2                    |   |      |            |                                 |                                 |                                 |                                 |   |   |        |        |        |        |        |  |
|  | 2           | I Liutarevich G Ricca           | I Liutarevich G Ricca       | 6                     | 6                     |  |  |                  |                                 |                                 |                      |                      |   |      |            |                                 |                                 |                                 |                                 |   |   |        |        |        |        |        |  |